# 남부노랑박쥐
남부노랑박쥐(Lasiurus ega)는 애기박쥐과에 속하는 박쥐의 일종이다. 미국 텍사스주의 리오 그란데 밸리부터 아르헨티나까지 남아메리카와 북아메리카 그리고 중앙아메리카의 토착종이다.

## 특징
작은 박쥐로 몸길이가 62~75mm이고 전완장은 43~47mm, 꼬리 길이는 40~53mm이다. 발 길이는 8~11mm, 귀 길이는 14~19mm, 몸무게는 최대 15g이다. 털은 길고 무성하며 부드럽다. 등 쪽은 누르스름하지만 배 쪽은 약간 밝은 색을 띤다. 주둥이는 뾰족하고 넓다. 귀는 삼각형 형태이고 끝이 뭉특하다. 핵형은 2n=28, FNa=46이다.

## 생태
야자나무와 같은 큰 잎을 가진 나무 가지 아래에 은신한다. 가장 추운 시기 동안에는 분포 지역의 최남단 지역으로 이동한다. 겨울잠에 들어가지는 않지만 낮 동안에 활동이 느려지는 것이 관찰된 기록이 있다. 해가 진 이후 5시간 이내에 포식 활동의 정점이 집중된다. 육지에서 약 335km 떨어진 아르헨티나 남부 해안을 따라 항해하는 쇄빙선 승무원이 표본 한 점을 관찰한 바가 있기 때문에 해안가에서 아주 멀리 떨어진 공해 상도 비행할 수 있는 것으로 추정된다. 먹이는 곤충 특히 딱정벌레이다. 약 3~3.5개월의 임신 기간 이후 11월말과 12월초 사이에 일년에 한 번 1~4마리의 새끼를 낳는다. 5월에 짝짓기가 이루어지고 8월 중순에 배란이 될 때까지 체내의 정자가 유지된다. 모유 수유는 2개월 동안 지속된다.

## 분포 및 서식지
미국 텍사스주 남단 지역부터 멕시코 남부와 동부 해안을 거쳐 중앙아메리카 전역과 아르헨티나 중부와 동부까지의 남아메리카 지역까지 아메리카 대륙에 널리 분포한다. 트리니다드 섬에서도 발견된다. 해발 최대 1,500m 이하의 사막 지대부터 관목 지대까지 다양한 서식지에서 서식한다.

## 아종
5종의 아종이 알려져 있다.
- L. e. ega - 콜롬비아 중부와 남부, 베네수엘라 남부, 가이아나, 수리남, 프랑스령 기아나, 브라질 북부와 중부, 에콰도르 동부, 볼리비아
- L. e. argentinus (Thomas, 1901) - 브라질 남부, 파라과이, 아르헨티나 중동부
- L. e. caudatus (Tomes, 1857) - 브라질 동부와 남동부
- L. e. fuscatus (Thomas, 1901) - 콜롬비아 남부와 서부, 에콰도르 서부, 페루 북부와 서부
- L. e. panamensis (Thomas, 1901) - 미국 텍사스주 남부, 멕시코 동부와 남부, 과테말라, 벨리즈, 온두라스, 엘살바도르, 니카라과, 코스타리카, 콜롬비아 북부, 베네수엘라, 트리니다드